# Staglišće
Staglišće je zagrebačko gradsko naselje koje se nalazi u gradskoj četvrti Trešnjevka – jug, a spada u Mjesni odbor Jarun. Poznato je po igralištu Nogometnoga kluba "Jarun" te rimokatoličkoj crkvi Duha Svetoga, koja je nekad bila središnja crkva salezijanske župe na Jarunu, a danas je filijalna.

## Položaj četvrti
Sadašnje granice kvarta su na sjeveru Zagrebačka avenija i kvart Rudeš, na istoku Hrgovićeva ulica i kvart Gajevo, na jugu potok Vrapčak, Horvaćanska cesta i kvart Jarun, na zapadu ulica Hrvatskog sokola i kvart Vrbani.